# Cat Ferguson
Cat Ferguson   (Skipton, 27 d'abril de 2006) és una ciclista anglesa, professional des del 2024, que actualment corre per a l'equip Movistar Team de l'UCI Women's WorldTeam.
Les seves millors victòries són el doble campionat mundial júnior en ruta i contrarellotge. Cal destacar que en la seva primera mitja temporada com a professional aconsegueix les seves dues primeres victòries professionals.

## Palmarès en carretera

### Ruta
- 2023
  -  Campiona del Regne Unit en contrarellotge júnior
  - 1a al Trofeu Piccolo Alfredo Binda
  - 1a al Tour de Flandes júnior
  - Vencedora d'una etapa a la Bizkaikoloreak
  - Vencedora d'una etapa al Tour de Gévaudan Occitanie
- 2024
  -  Campiona del món júnior en ruta
  -  Campiona del món júnior en contrarellotge
  - 1a a la Bizkaikoloreak i vencedora de dues etapes
  - 1a a l'Omloop van Borsele júnior i vencedora d'una etapa
  - 1a al Tour de Gévaudan Occitanie i vencedora de dues etapes
  - 1a a la Binche-Chimay-Binche
  - 1a a l'East Cleveland Classic
  - Vencedora d'una etapa al Tour de la Semois
- 2025
  - 1a a la Clàssica Fèmines de Navarra
  - Vencedora d'una etapa a la Volta a la Bretanya

### Resultats a les Grans Voltes

#### Volta a Espanya
- 2025: 64a posició

## Palmarès en ciclocròs
- 2023-2024
  -  Campiona del Regne Unit en ciclocròs júnior
- 2024-25
  -  Campiona del món de ciclocròs de relleus mixtes
  -  Campiona del Regne Unit en ciclocròs sub-23

## Palmarès en pista
- 2024
  -  Campiona del món júnior en persecució d'equips
  -  Campiona del món júnior en òmnium
  -  Campiona d'Europa júnior en madison